# 대한민국 민법 제805조
대한민국 민법 제805조는 약혼해제의 방법에 대한 친족법 조문이다. 

## 조문
제805조(약혼해제의 방법) 약혼의 해제는 상대방에 대한 의사표시로 한다. 그러나 상대방에 대하여 의사표시를 할 수 없는 때에는 그 해제의 원인있음을 안 때에 해제된 것으로 본다.

## 해설
상대방에 대한 의사표현으로 약혼의 해제를 할 수 있다. 만약 상대방에 대하여 의사표시를 할 수 없으면 그 해제의 원인이 있음을 알았을 때 부터로 약혼을 해제한다.

## 참고 문헌
- 오현수, 일본민법, 진원사, 2014. ISBN 978-89-6346-345-2
- 오세경, 대법전, 법전출판사, 2014 ISBN 978-89-262-1027-7
- 이준현, LOGOS 민법 조문판례집, 미래가치, 2015. ISBN 979-1-155-02086-9